# Wilbarger megye
Wilbarger megye az Amerikai Egyesült Államokban, azon belül Texas államban található. Megyeszékhelye és legnagyobb városa Vernon. Lakosainak száma 12 887 fő (2020. április 1.). Wilbarger megye Baylor, Hardeman, Tillman, Wichita, Jackson, Foard és Archer megyékkel határos.

## Népesség
A megye népességének változása:
| Lakosok száma | 13 504 | 13 408 | 13 235 | 13 131 | 13 027 | 12 764 | 12 887 |
|               | 2010   | 2011   | 2012   | 2013   | 2015   | 2017   | 2020   |